# Вибуховий пакер
Вибуховий пакер (рос. взрывной пакер, англ. blast packer, нім. Sprengpackung, Sprengstoffpaket) — пристрій для перекриття і роз'єднання окремих пластів (нафтових, газових і інш.) в обсаджених бурових свердловинах, що діє за рахунок енергії вибуху порохового заряду. Вибуховий пакер створює в стовбурі герметичну пробку, яка витримує перепад тиску до 30 МПа. Найпоширеніший вибуховий пакер — порожнистий циліндр з алюмінієвих сплавів, який при спрацюванні порохового заряду деформується і запресовується в обсадну трубу.

## Різновиди
Розрізняють такі види вибухових пакерів:
- кільцеві — корпус яких запресовується в обсадну колону. Такі пакери застосовують для ізоляції проміжного обводненого пласта, зберігаючи в експлуатації нижній горизонт;
- шліпсові — зчеплення з колоною здійснюється за допомогою шліпсів. Такий вид вибухових пакерів використовують для робіт на великих глибинах в умовах підвищеного тиску до 150 МПа і температури до 200°С;
- парасолькові — розкриваються після опускання у свердловину і герметизуються цементом із желонки. Кільцеві П.в. Шліпсові П.в.